# Zhongmu
Zhongmu  (en chino, 中牟; pinyin, Zhōngmù) es un condado  bajo la administración directa de la Prefectura Zhengzhou en la Provincia de Henan, República Popular China.  Su área es de 1405 km² y su población total para 2010 superó los 970 mil habitantes. 

## Administración
Desde abril de 2025, el  Condado Zhongmu  se divide en 21 pueblos que se administran en 9 subdistritos,  11 poblados y 1 villa.

## Toponimia
El topónimo Zhongmu se compone de los sinogramas Zhong (centro) y Mu (nombre propio). 
Una teoría sugiere que el sinograma Zhong (中 "centro") sería intercambiable con Zhong (仲 'nombre propio'), en referencia a Ji Zhong (祭仲), un alto funcionario del Estado Zheng durante el período de Primaveras y Otoños. Mientras que Mu (牟) aludiría al Monte Mu (牟山), ubicado a cinco lis. al norte de la ciudad. Por lo tanto, Zhongmu habría sido el feudo de Ji Zhong, combinando su nombre y la geografía local.